# Farol da Ponta Preta
Farol da Ponta Preta (dt.: „Leuchtturm der Ponta Preta“) ist ein Leuchtturm an der Nordwestende der Insel Santiago im atlantischen Inselstaat Kap Verde. Er steht auf der Landzunge Ponta Preta, ca. 3 km nordwestlich des Ortes Tarrafal. Der Leuchtturm wird von der Direcção Geral de Marinha e Portos (DGMP) betrieben. Der Leuchtturm wurde 1889 erbaut.

## Architektur
Der alte Leuchtturm war eine 6 m hohe weiße Säule auf einer pyramidenförmigen Basis und die Feuerhöhe lag bei 34 m. Der Turm war angebaut an ein kleines einstöckiges Gebäude. Dieser Leuchtturm wurde 2004 auf einer Briefmarke abgebildet.
Dieser Turm wurde ersetzt durch einen neuen, schwarz-weißen Turm mit einer Plattform, auf der die Lichter befestigt sind. Dabei wurde das einstöckige Gebäude erhalten, wohingegen die pyramidenförmige Basis nicht mehr vorhanden ist.
Das Signal besteht aus drei weißen Blitzen in einer Periode von zwölf Sekunden. Die Reichweite beträgt 8 nms (ca. 14,81 km).
Identifikationen:United Kingdom Hydrographic Office (Admiralty): D2890 - National Geospatial-Intelligence Agency (NGA): 113-24215.

## Galerie

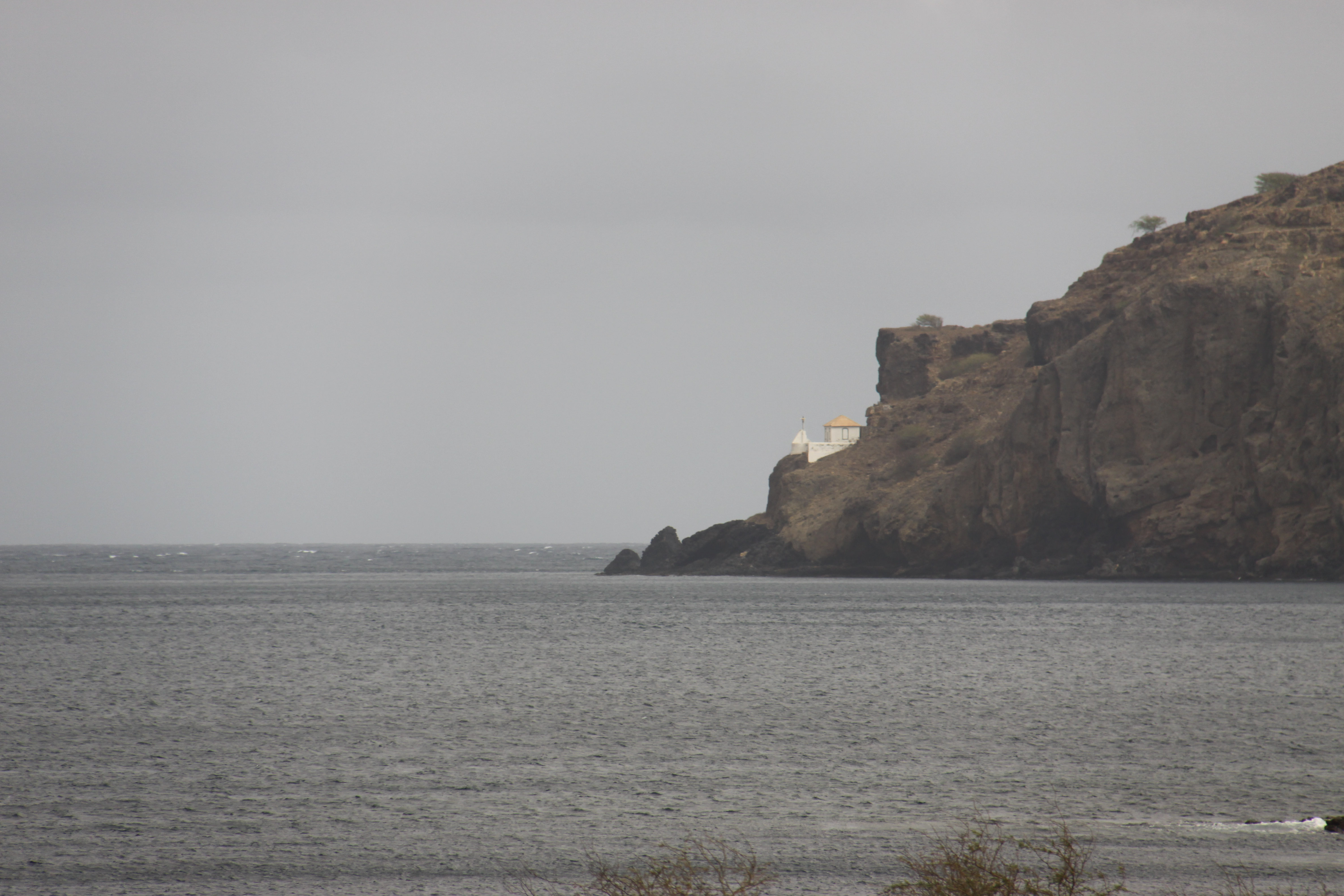
Farol da Ponta Preta vom Südosten der Bucht, 2010
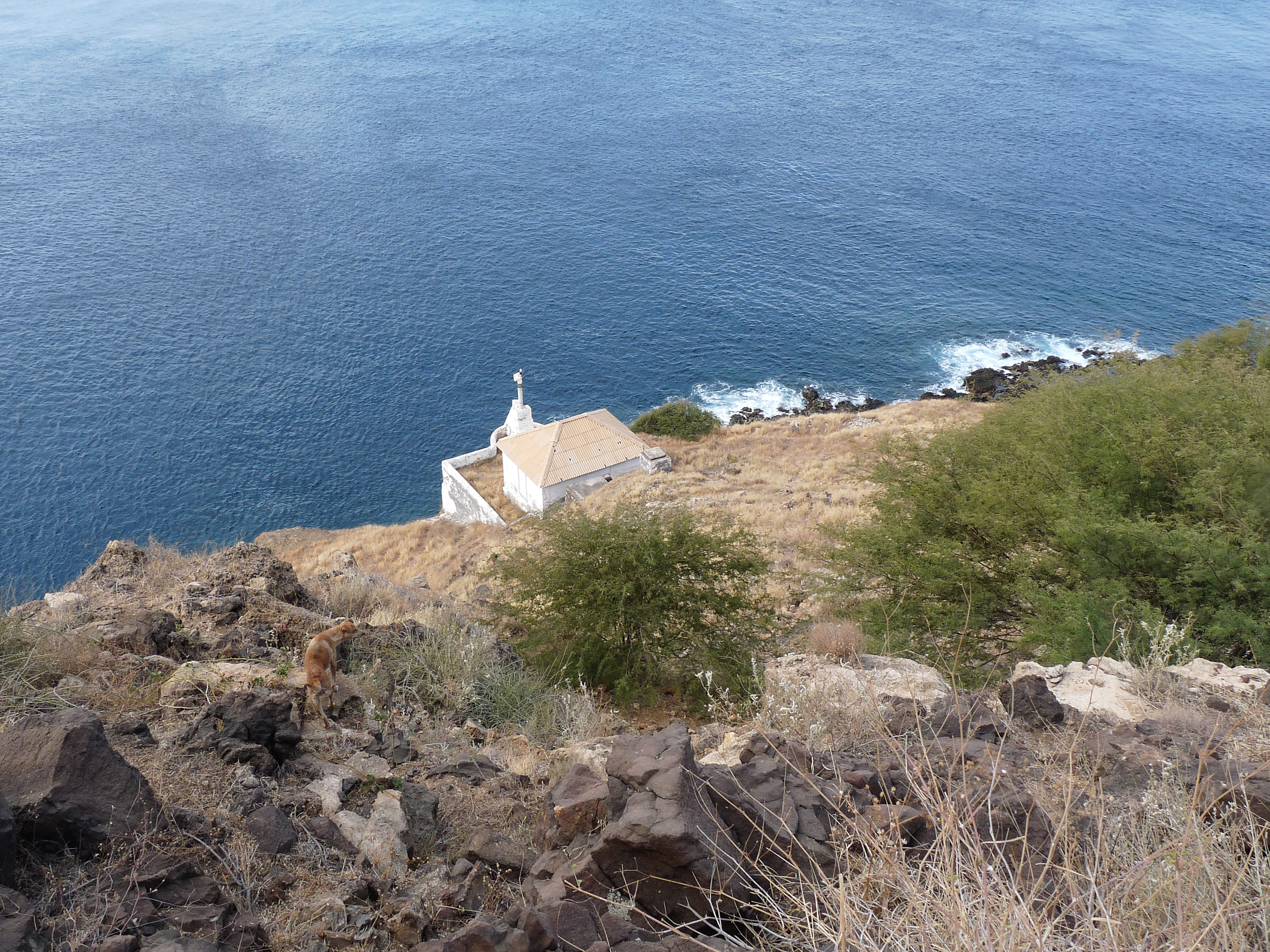
Alter Leuchtturm, 2012
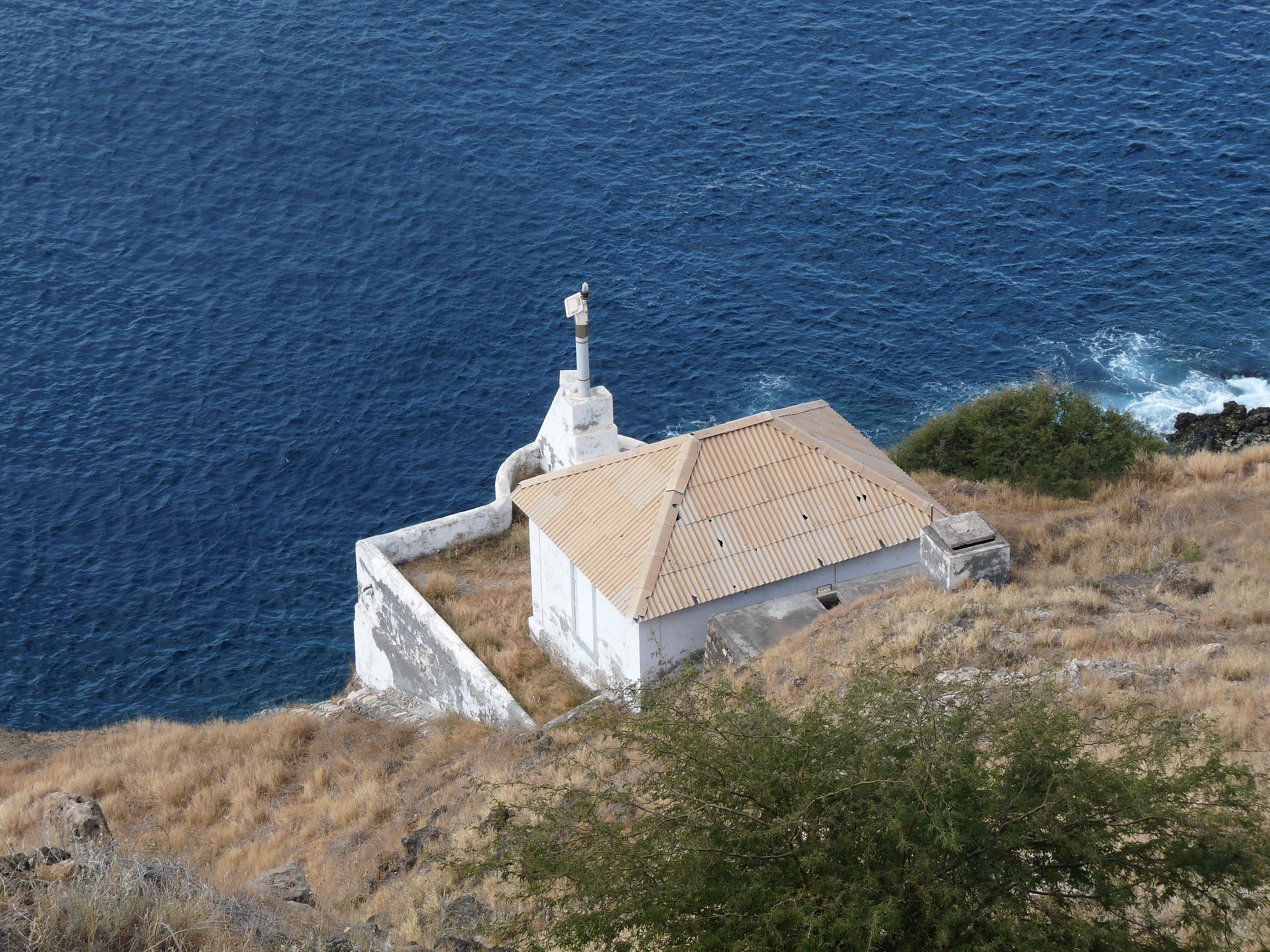
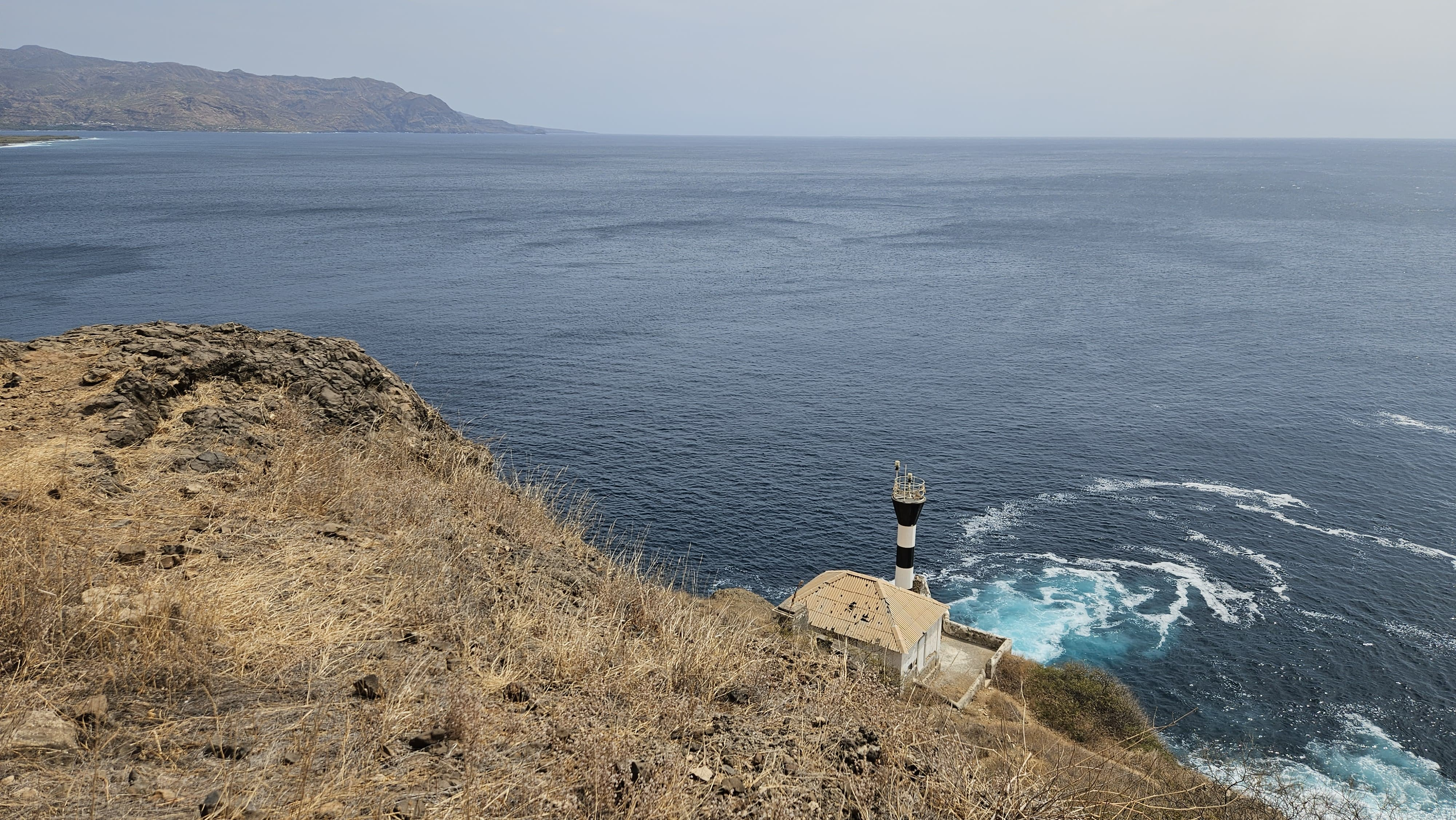
Neuer Leuchtturm, 2025